# Jürgen Schwericke
Jürgen Schwericke (* 30. Juli 1931 in Berlin; † 25. August 2017) war ein deutscher Politiker der CDU.

## Ausbildung und Beruf
Jürgen Schwericke besuchte das Victoria-Gymnasium in Potsdam und das Arndt-Gymnasium in Berlin-Dahlem. 1950 erwarb er das Abitur. Von 1950 bis 1955 belegte er ein Studium der Rechtswissenschaften und Publizistik in Berlin, Freiburg und Köln und absolvierte ein Austauschsstudium in Columbia/USA. 1955 legte er das erste Juristische Staatsexamen ab. 1957 promovierte er zum Dr. jur. und legte  1959 das zweite juristische Staatsexamen ab. Von 1959 bis 1960 war Schwericke Assessor beim Senator für Inneres in Berlin. Seit 1960 war er bei der Bayer AG beschäftigt, bis Mai 1994 als Chefjurist des Hauses. Im Anschluss war er Geschäftsführender Gesellschafter der Pan Consult GmbH in Leverkusen.

## Politik
Jürgen Schwericke wurde 1969 Mitglied der FDP, die er 1975 verließ, um in die CDU einzutreten, aus der er 2010 wieder austrat. Von 1975 bis 1990 war er Mitglied der CDU-Fraktion des Rates der Stadt Leverkusen; hier als Mitglied des Finanz- und Steuerausschusses der Stadt. Seine weiteren Ämter: Vorsitzender des Polizeibeirates und Mitglied des Verwaltungsrates der Sparkasse Leverkusen. Von 1977 bis 1983 war Schwericke Mitglied des Vorstandes des Kreisverbandes Leverkusen der CDU und Vorsitzender der Wirtschaftsvereinigung der CDU NW. Von 1974 bis 1984 war er Präsident der Sportvereinigung Bayer 04 Leverkusen. Er kandidierte im Landtagswahlkreis 38 Solingen I.
Jürgen Schwericke war vom 31. Mai 1990 bis zum 31. Mai 1995 Mitglied des 11. Landtags von Nordrhein-Westfalen, in den er über die Landesliste einzog.